# Reprezentacja Libii w piłce nożnej mężczyzn
Reprezentacja Libii – kadra Libii w piłce nożnej mężczyzn. 
Jest reprezentacją narodową założoną w 1962 roku. Zieloni nigdy nie zakwalifikowali się do Finałów Mistrzostw Świata. W Finałach Pucharu Narodów Afryki grali trzy razy. Największy sukces Libia odniosła w 1982 roku zajmując II miejsce. Większość reprezentantów Libii gra w rodzimych klubach. W 2014 roku grała w finale Mistrzostw Narodów Afryki w piłce nożnej 2014 z Ghaną. Libijczycy wygrali ten mecz po rzutach karnych stosunkiem 4:3.
Obecnie selekcjonerem kadry Libii jest Omar Al-Marimi.

## Udział wMistrzostwach Świata
- 1930 – 1950 – Nie brała udziału (była kolonią włoską)
- 1954 – 1962 – Nie brała udziału
- 1966 – Wycofała się z eliminacji
- 1970 – Nie zakwalifikowała się
- 1974 – Nie brała udziału
- 1978 – Nie zakwalifikowała się
- 1982 – Wycofała się z eliminacji
- 1986 – Nie zakwalifikowała się
- 1990 – 1994 – Wycofała się z eliminacji
- 1998 – Nie brała udziału
- 2002 – 2022 – Nie zakwalifikowała się

## Udział wPucharze Narodów Afryki
- 1957 – 1965 – Nie brała udziału
- 1968 – Nie zakwalifikowała się
- 1970 – Nie brała udziału
- 1972 – Nie zakwalifikowała się
- 1974 – Wycofała się z eliminacji
- 1976 – 1980 – Nie zakwalifikowała się
- 1982 – II miejsce
- 1984 – 1986 – Nie zakwalifikowała się
- 1988 – 1990 – Wycofała się z eliminacji
- 1992 – 1998 – Nie brała udziału
- 2000 – 2004 – Nie zakwalifikowała się
- 2006 – Faza grupowa
- 2008 – 2010 – Nie zakwalifikowała się
- 2012 – Faza grupowa
- 2013 – 2023 – Nie zakwalifikowała się